# Castelo de Carlow

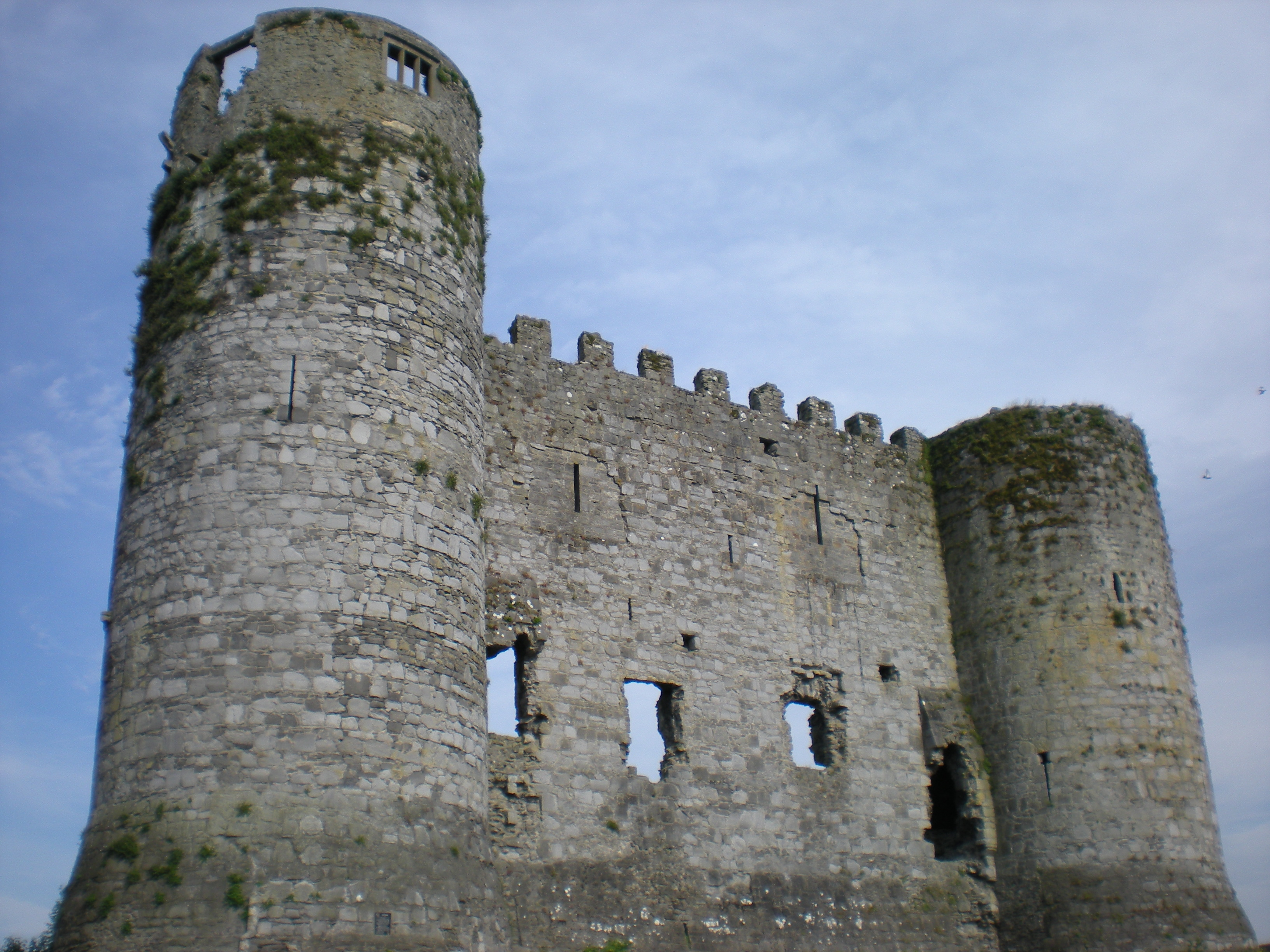
Castelo de Carlow, República da Irlanda.

O Castelo de Carlow (em língua inglesa Carlow Castle) é um castelo atualmente em ruínas, classificado como Monumento Nacional,  localizado em Carlow, Carlow, República da Irlanda. 
Foi construído provavelmente por Guilherme Marechal, 1.º Conde de Pembroke ou pelo seu filho, não muito tempo depois de o deixar à cidade em 1208.